# Ali Şahin
Ali Şahin (* 20. Mai 1944) ist ein ehemaliger türkischer Ringer.

## Erfolge
Er war Teilnehmer bei den Olympischen Spielen 1972 in München und belegte nach einer Niederlage gegen Ruslan Aschuralijew den vierten Platz im freien Stil im Leichtgewicht. Ein Jahr darauf gewann er bei den Europameisterschaften in Lausanne in der Gewichtsklasse bis 68 kg die Bronzemedaille.